# Raphael Haaser
Raphael Haaser, född 17 september 1997, är en österrikisk alpin skidåkare. Hans syster Ricarda Haaser är också alpin skidåkare.

## Karriär
Vid VM 2025 i Saalbach-Hinterglemm tog Haaser guld i storslalom och silver i super-G.